# Costa Verde (España)

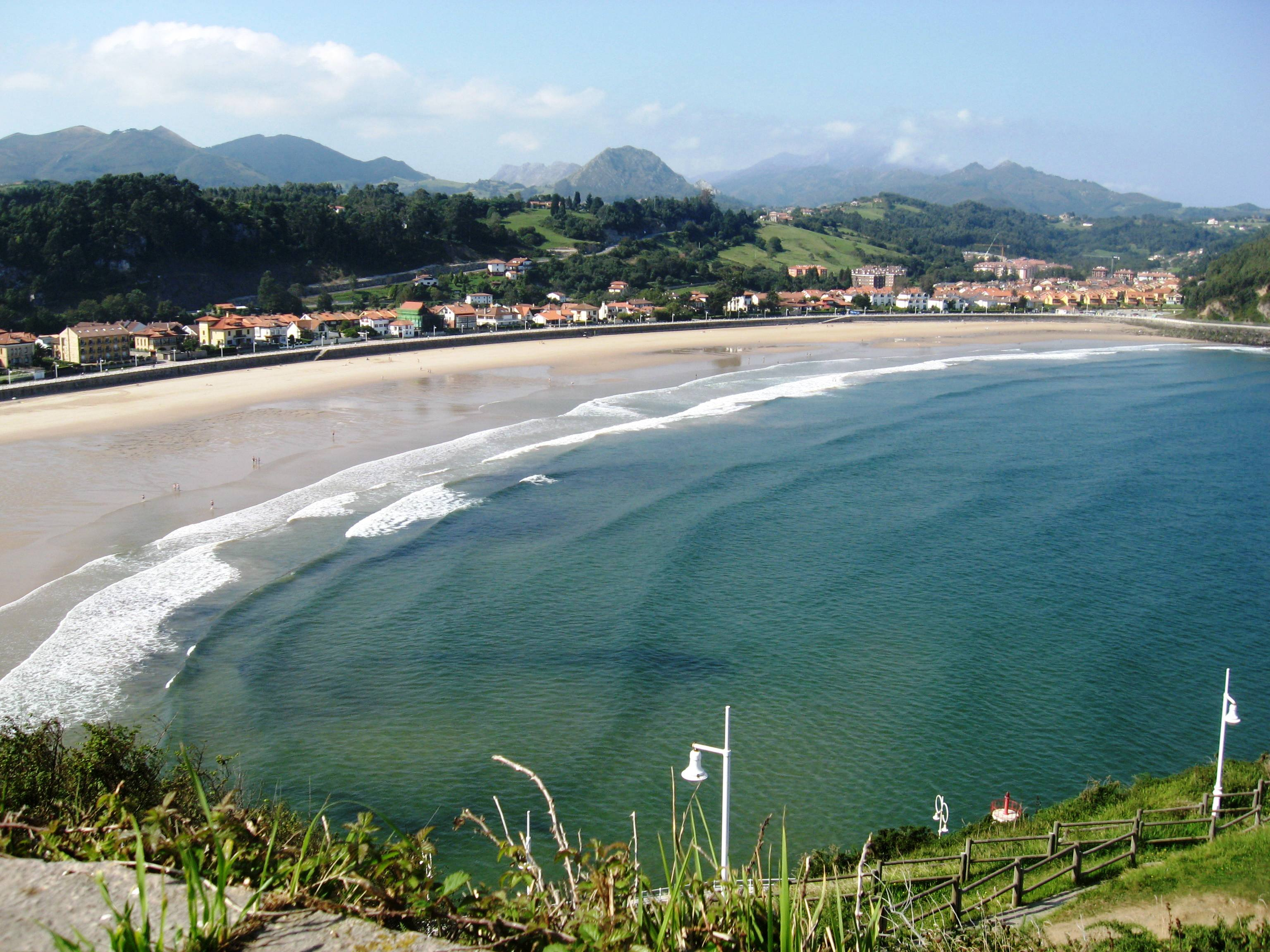
Playa de Ribadesella.

Costa Verde es el nombre turístico asignado a la costa de Asturias (España), situada en el Mar Cantábrico. Incluye la costa de la provincia marítima de Gijón creada en 1845, es decir, lo que ahora es dicha provincia marítima más la de Avilés, creada en 2007. Es la quinta costa de España por extensión, con 345 km de longitud. La Costa Verde asturiana es considerado uno de los litorales mejor preservados del país.

## Denominación
Se trata de una denominación inscrita en el Registro de Denominaciones Geoturísticas por Orden de 13 de enero de 1969 publicada en el Boletín Oficial del Estado del 31 de enero de 1969, donde se dispone:

Presentada solicitud en este Departamento ministerial por el excelentisimo señor Gobernador civil de Asturias, ejercitando el derecho que confiere la Orden de 31 de marzo de 1964, que creó el Registro de Denominaciones Geoturísticas, y con en dicho Registro la denominación "Asturias, Costa Verde" para toda la provincia de Asturias. Este Ministerio, considerando que se han cumplido los requisitos exigidos y obtenido los informes acreditativos a que se refiere el artículo tercero de aquella Orden, ha tenido a bien acordar que se inscriba en el Registro de Denominaciones Geoturísticas la de «Asturias, Costa Verde» solicitada por el excelentísimo señor Gobernador civil de Asturias.

Anteriormente a su inscripción oficial en el Registro de Denominaciones Geoturísticas de España, el término ya era utilizado en establecimientos comerciales, promociones turísticas y eventos como el Trofeo Costa Verde de fútbol que comenzó a organizar el Real Sporting de Gijón en 1962.

## Geografía

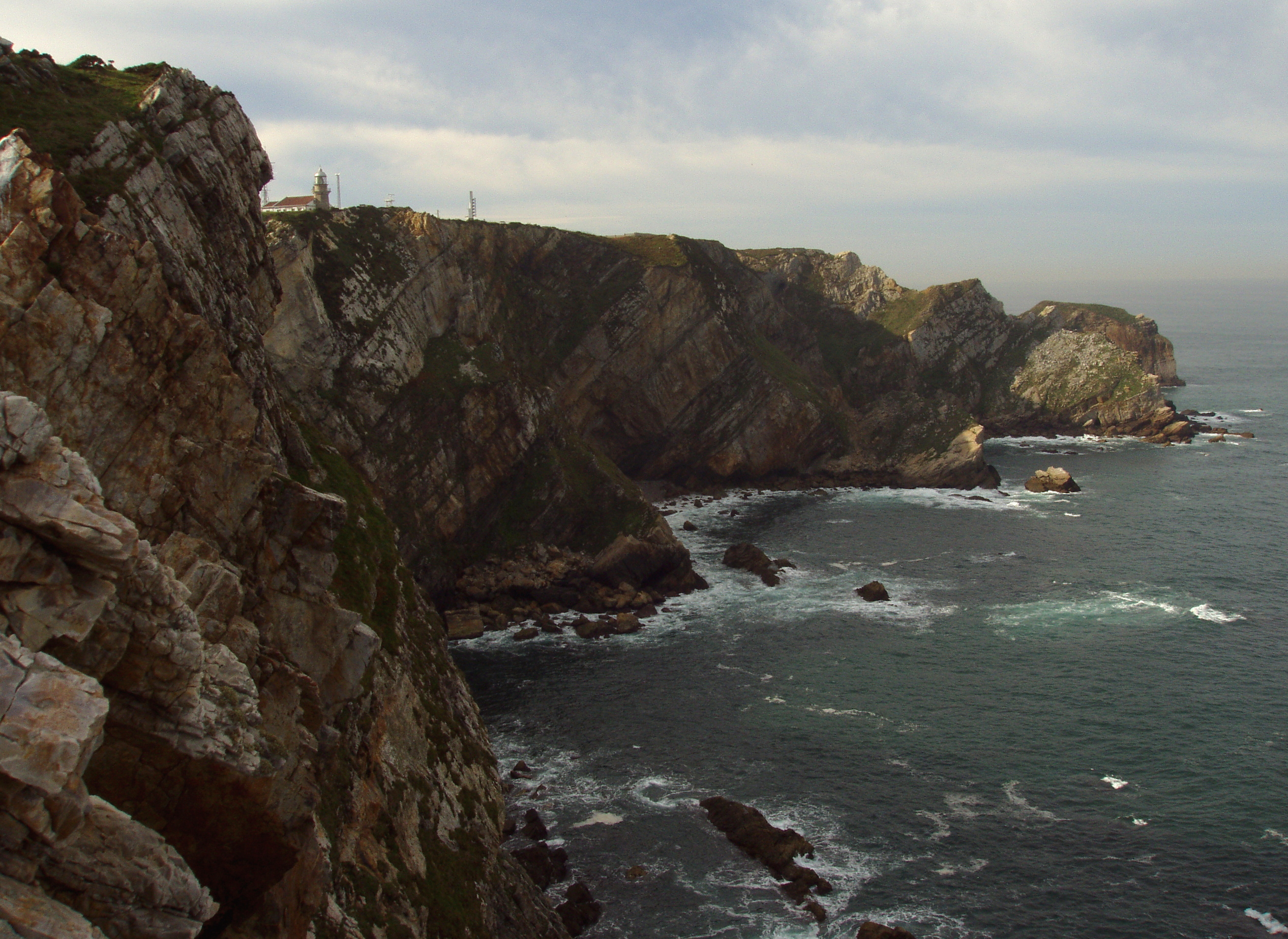
Cabo de Peñas y su faro.

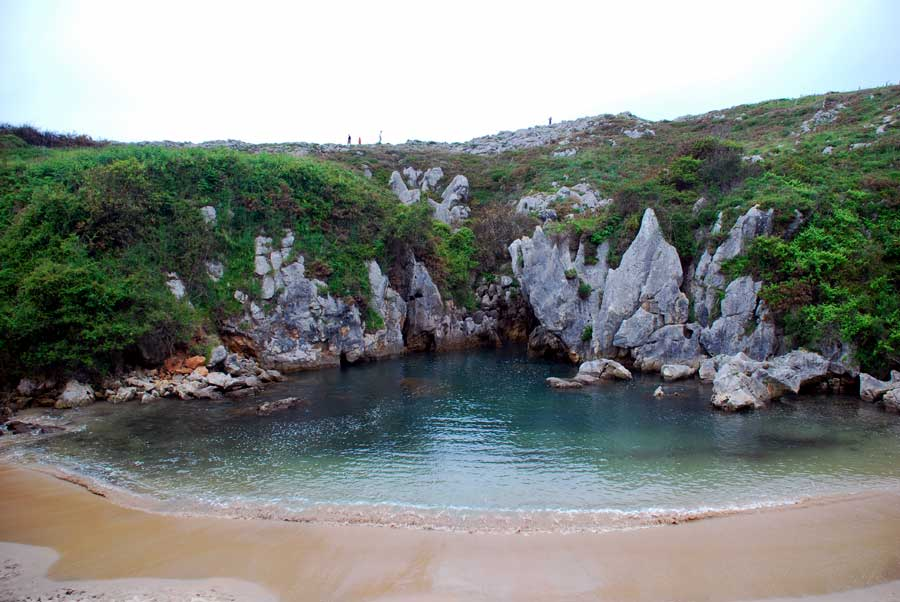
Playa de Gulpiyuri (Llanes).

Desde el punto de vista geológico, la rasa litoral da continuidad a todo el conjunto de la Costa Verde. Se trata de una planicie más o menos ancha que se extiende desde el borde del mar, o acantilado, hasta las primeras laderas de las montañas. Su génesis es la de una antigua costa marina, batida por las olas que hoy en día ha quedado emergida a varios metros sobre el nivel del mar; incluso más de 100 metros. La costa oriental es una macizo cárstico masivo, por lo que aquí encontramos formaciones de costas muy vigorosas.
El nombre turístico hace alusión al color verde de los campos durante todo el año, que se prolonga hasta las playas. Se trata de una costa escarpada, con acantilados, pero también con extensos arenales y calas. El Cabo de Peñas, el más septentrional de la Comunidad, divide la costa oriental y occidental de Asturias. Este cabo está declarado paisaje protegido debido a su flora y fauna propia y sus acantilados, que en algunos puntos superan los cien metros de altura.
Algunas de las playas más conocidas son las de Rodiles, en Villaviciosa; la de La Isla, en Colunga; la de Torimbia, en Llanes; la de Arnao, en Castrillón; o la de San Lorenzo, en Gijón.
Destaca por su singularidad la Playa de Gulpiyuri, en Llanes, declarada monumento natural en 2001, además de formar parte del Paisaje Protegido de la Costa Oriental de Asturias. Se trata de una playa cerrada, sin acceso abierto al mar, el cual se adentra en la playa por una pequeña cueva submarina por debajo del acantilado.

## Actividades
Las poblaciones costeras asturianas preservan su tradición marinera. Las más singulares y atractivas son: Cudillero, Gijón, Llanes, Ribadesella, Luarca, Luanco y Candás.
Por su carácter salvaje y la altura de sus olas, la Costa Verde es un destino importante para los que practican el surf y el windsurf. Uno de los lugares más frecuentados para la práctica de estos deportes acuáticos es Tapia de Casariego.